# Беласовица
Беласо́вица (укр. Біласовиця) — село в Нижневоротской сельской общине Мукачевского района Закарпатской области Украины.
Население по переписи 2001 года составляло 516 человек. Почтовый индекс — 89111. Телефонный код — 3136. Занимает площадь 1,636 км². Код КОАТУУ — 2121581001.

## Официальные названия
- 1689: Bileczovech (ComBer. 16);
- 1727: Bilatzovicze (там же), Bilahzovicza (там же 122);
- 1773: Bilas(z)owicza (LexLoc. 54);
- 1808: Bilászowicza, Bilásowicá (LIPSZKY 59);
- 1851: Bilazovicza (FÉNYES 1: 133);
- 1913: Bagolyháza (Hnt.);
- 1925: Bilasovice,
- 1930: Bělasovice (ComBer. 16);
- 1941: Bilaszovica (Hnt.);
- 1946: Біласовиця, Беласовица (СССР).

## История
Окружающая территория села и гора Пикуй находятся на стыке двух торговых путей с Северного Причерноморья и Прибалтики до Балкан в том числе так наз. Русский путь (фрагмент пути от Беласовицы к Лихоборам вдоль Буковецкой полонины). Мимо этих земель транзитом проходили племена кельтов, гуннов во главе с Аттилой, венгерские племена во главе с Арпадом, татаро-монгольская орда хана Батыя.
Заселение территории и образованием Беласовицы исходит из деятельности русского короля Даниила Галицкого, который проводил активно политику на укрепление пограничных рубежей Галицко-Волынского княжества и заселения опустошенных монголами земель.
Так, по приглашению короля Даниила на границе с Венгрией появляются поселения-гнезда вольнонаемных рыцарей рода Драго-Сасов. Одним из таких поселений стала Беласовица как пограничный пост для контроля за торговыми путями. Драго-Сасы прибыли на службу к русскому князю Даниилу Галицкому, а позже к его сыну Льву. Осев на Русской земле, завели семьи и в разных родах тем гербом пользовались, имели свои печати и самого Гуйда отцом звали. Далее хронисты подчеркивая, говорят, что «… великий числом отряд рыцарей с хоругвой … вливается в ряды его (князя) дружины», или «… прибыла многочисленная рать рыцарей-боевиков, которые печатались гербом Сас», или, как подает В. Стрепа, «граф Гуйда … с немалым войском прибыл к русскому княжичу».
В хронике 1584 г. также уточняется, что около 1236 года к князю Даниилу прибыл на службу Комес Гуйда с собственной хоругвой рыцарей. В обеих случаях пришельцы имели герб с жёлтым полумесяцем рожками вверх и двумя жёлтыми звёздами над ним, и стрелой с направленным вверх остриём. Все элементы герба размещены на голубом поле. (За участие в крестовых походах Драго-Сасы получили право на дополнение своего герба «покоренным полумесяцем»).

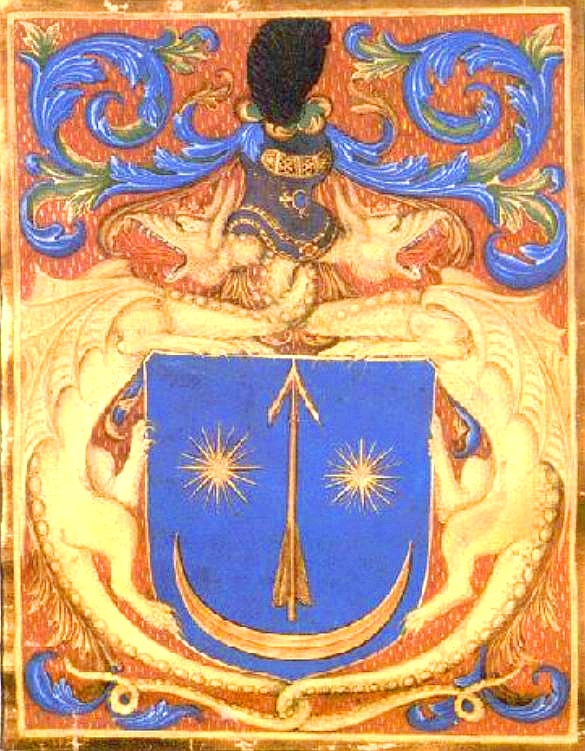
Герб рода Драго

По своему происхождению род Драго-Сасов происходит из Саксонии, временно после Крестовых походов поселились у верховьях реки Тиса (сейчас Закарпатская область) по приглашению венгерских королей. Осевшие в Галиции Драго-Сасы пользовались принесенным ими правом, заключенным Энрике фон Репговым Сас, которое в Галицие называли Сасским (свода законов Саксонское зерцало). За этим правом проводнику предоставлялся земельный надел, обеспечивалось местное самоуправление. Земли облагались небольшим налогом при обязательном отбывании воинской службы. Драго-Сасы подчинялись непосредственно князю (королю), имели право развивать торговлю и различные предприятия.
По утверждению польского историка Францишека Пьекосинского, первые упоминания о гербе Сас в Польше исходят с XV в.
Можем также предполагать, что в это время также уже могло существовать поселение на месте села Беласовица — границы Галиции с Венгрией в 1280 г. Скорее всего, что это было военное поселение с двором-хутором, в котором жили смоляки — люди, которые защищали подходы к границе — бои, воины. У таких поселений стояли деревянные башни на которых, в случае опасности, смоляки зажигали сигнальные огни, давая знать о приближении врага. Отсюда же название русско-саксонского поселения Беласовицы как «Дом белой совы».
Мимо горы Пикуй проходит Русский путь (из Самбора-Турки до Воловца) через так наз. перевал Русская Путь. Этим безопасным путём пользовались для своих походов великие князья. Король Даниил Галицкий Русским путём шёл походом 1269 г. У Верхней Высоцкой есть поток под названием Данчин. По преданию, здесь князь Даниил, которого в народе называли Дань, остановился передохнуть и освежиться целебной карпатской водой.
Неоднократно по этому пути со своим войском совершал походы сын Даниила король Лев Данилович. В 1250 году он женился на дочери венгерского короля Белы IV Констанцией. Очевидно, тогда, как бы скрепляя свою верность к любимой, он оставил свою надпись на камне на вершине горы Пикуй. Также древний польский историк Ян Длугош утверждает, что князь Лев на самом верху г. Пикуй поставил каменный столб с русской надписью, который значил границу его владений.
В 1258 году Русским путём князь Лев пошёл походом, чтобы присоединить к своему государству Закарпатье. В горах, которые возлюбил превыше всего, остался Лев на вечный свой отдых, как монах в 1301 году. Похоронен он в Лавровском монастыре близ древнего пути через Карпаты.
После упадка и утраты государственности 1340 г. Галицкая земля перешла под контроль Королевства Польского. Вероятно, поселение Беласовица перешло во владения Венгерской короны, поскольку граница между королевствами проходила по Большому Водораздельному хребту.
С 1526 года окружающие территории попали под контроль турецких вассалов князей Трансильвания. В 1657 г. трансильванский князь Юрий II Ракоци «пересадил через Бескид» (Верецкий перевал) 30 000 войска из Семиградья — против польской шляхты, в помощь казацкому гетману Богдану Хмельницкому.
За это, в том же году польский гетман Любомирский уничтожил Семиград, отомстив трансильванцев за их выступление против Польши. Польский современник пишет: «Любомирский все истребил — волосы на голове встают…». Планомерные «пацификации» — усмирення — карательные акции неслыханной жестокости, тянувшиеся до самого 1660 г., а край подвергся опустошению.
По российским источникам в период Наполеоновских войн генерал Суворов имел честь пройти маршем со своими войсками через Русский путь в своём знаменитом походе в Альпы.
В дальнейшем сельская община вновь появляется в эпицентре военных событий Первой мировой войны. Во время Брусиловского прорыва отряд Сечевых Стрельцов в составе австро-венгерских войск оборонял Верецкий перевал от натиска русской армии. Однако, русским удалось захватить временно территории по линии Ужок — Гусный — Беласовица благодаря обходу через «Русский путь».

Беласовица как поселение пограничников приобретает дальнейшего развития после создания Чехословацкой республики 1919 года. 

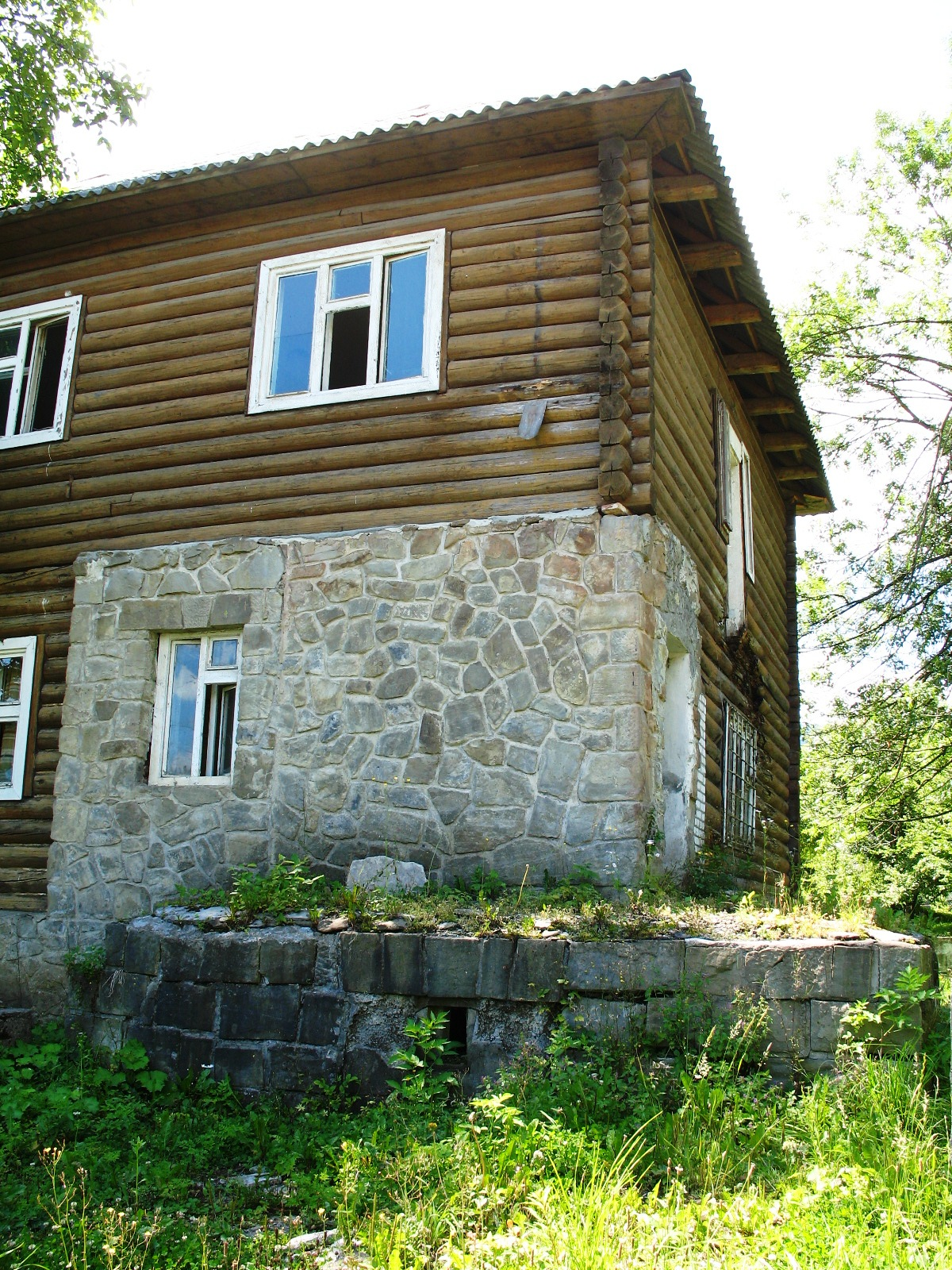
казарма с встренным дзотом

. Агрессивная политика соседних государств и чрезмерное количество террористических атак на землях Подкарпатская Русь заставляло руководство Чехословакии к перестройке военных оборонных объектов. В 1936 году на территории общины построено двухэтажную укрепленную казарму со встроенными дзотами для пограничной стражи. Объект чешской военной инженерной мысли едва не единственный в регионе сохранившийся до наших дней практически без изменений.
Кстати, на вершине горы Пикуй в 1936 году жители села Гусный установили обелиск в честь первого президента Чехословакии Томаша Масарика в благодарность за развитие верховинского края.
После присоединения Подкарпатской Руси к Венгрии 1939 г. оборонительные сооружения использовались по назначению на польско-венгерской границе. А во время наступления Красной Армии 1944 г. (1 гвардейской армии в составе 4-го Украинского фронта для обхода линии Арпада, на протяжении 18 дней штурмовавшей этот участок без поддержки артиллерии, поскольку орудийные тракторы и колесные тягачи не могли одолеть местные скальные подъемы) фортификационные объекты были интегрированы в оборонительную систему линии Арпада.